# Dicionário Cravo Albin da Música Popular Brasileira
Le Dicionário Cravo Albin da Música Popular Brasileira (en français : Dictionnaire Cravo Albin de la musique populaire brésilienne) est un site Web à but non lucratif de l'Institut culturel Cravo Albin dont l'objectif est de recueillir des informations sur les artistes et groupes brésiliens de différents genres musicaux. Son créateur est Ricardo Cravo Albin, président de l'Institut culturel Cravo Albin. La version en ligne du dictionnaire compte plus de 12 000 entrées et continue de recevoir des sources d'information de tout le Brésil et de l'étranger, mettant ainsi à jour et élargissant le site.

## Histoire
En 1995, l'Université pontificale catholique de Rio de Janeiro (PUC-Rio) lance le projet par le biais du Département des lettres, avec la Livraria Francisco Alves Editora et avec le soutien technique de l'Ingénierie informatique et des systèmes (IES).
En 1999, le projet de dictionnaire est repris par le ministère de la Culture par l'intermédiaire de la Bibliothèque nationale du Brésil.
En 2001, la Fundação de Amparo à Pesquisa do Estado do Rio de Janeiro (FAPERJ) collabore au projet. En 2002, Brasil Telecom fait figurer le projet dans le iBest Award.
En 2006, une version physique du dictionnaire est lancée par Editora Paracatu, désormais appelée "Dicionário Houaiss Ilustrado - Música Popular Brasileira", contenant des informations sur 5 322 auteurs, interprètes, groupes, associations, blocs et styles musicaux brésiliens, en plus de la discographie de 1 953 musiciens et groupes musicaux,.